# Turning Point 2012
Turning Point 2012 è stata la nona edizione del pay-per-view prodotto dalla Total Nonstop Action Wrestling (TNA). L'evento si è svolto l'11 novembre 2012 presso la Impact Wrestling Zone di Orlando in Florida.

## Risultati
| # | Match                                                                                        | Stipulazioni | Durata |
| - | -------------------------------------------------------------------------------------------- | --- | ------ |
| 1 | Samoa Joe (c) ha sconfitto Magnus per sottomissione                                          | No Disqualification match per il titolo TNA Television Championship | 12:29  |
| 2 | ODB e Eric Young hanno sconfitto Tara e Jesse                                                | Mixed tag team match | 05:42  |
| 3 | Rob Van Dam (c) ha sconfitto Joey Ryan                                                       | Single match per il titolo TNA X Division Championship | 07:04  |
| 4 | D.O.C. ha sconfitto Joseph Park                                                              | Single match | 09:34  |
| 5 | Chavo Guerrero e Hernandez (c) hanno sconfitto Bad Influence (Christopher Daniels e Kazarian | Tag team match per il titolo TNA World Tag Team Championship | 11:57  |
| 6 | James Storm ha sconfitto A.J. Styles e Bobby Roode                                           | Triple threat match per determinare il contendente numero uno al titolo TNA World Heavyweight Championship. Se A.J. Styles fosse stato schienato non avrebbe potuto partecipare a un incontro titolato fino a Bound for Glory. | 16:38  |
| 7 | Kurt Angle ha sconfitto Devon per sottomissione                                              | Single match | 12:36  |
| 8 | Jeff Hardy (c) ha sconfitto Austin Aries                                                     | Ladder match per il titolo TNA World Heavyweight Championship | 21:01  |
|   | (c) = campione in carica al momento dell'inizio del match                                    | |        |